# إليزابيث أميرة اليونان والدنمارك
إليزابيث أميرة اليونان والدنمارك، باليونانية (Πριγκίπισσα Ελισάβετ της Ελλάδας και Δανίας)ولدت في الرابع والعشرين من مايو عام 1904 وتوفيت في الحادي عشر من يناير 1955. هي الأبنة الوسطى لنيكولاس أمير اليونان.